# ザ コカ・コーラ カンパニー
ザ コカ・コーラ カンパニー（英：The Coca-Cola Company）は、コカ・コーラをはじめとする清涼飲料水を製造販売するアメリカ合衆国ジョージア州アトランタの企業である。ニューヨーク証券取引所に上場しており、ティッカーシンボルはKOである。ダウ平均株価を構成する30社のうちの1社である。連続増配を行う企業としても知られており、25年以上の連続増配を行うS&P 500配当貴族指数にも採用されているが、2021年現在採用銘柄の中でも最長となる58年の連続増配記録を有する。

## 歴史

### コカ・コーラの誕生
19世紀末のアメリカ合衆国では、医師不足から代替医療、殊に自然療法や万能薬が広く庶民に多く受け入れられ、自然療法医や薬剤師は、自らの治療法や薬剤の売り込みに躍起になっていた。
その一方で、1867年に人工的な炭酸水の製造法が発明されると、何らかの効能があると思われていた炭酸水を、顧客の注文に応じて調合して飲ませるソーダ・ファウンテンが薬局に併設されるようになった。こうして売り出された炭酸水には、当然薬効を謳うものも多く、万能薬同様に売り込み競争が激しかった。
そんな自然療法家の一人に、ジョージア州アトランタを拠点に活動するジョン・S・ペンバートン (John S. Pemberton) がいた。南北戦争で負傷したペンバートンは、モルヒネ中毒になっており、薬物依存症を治すものとして、当初注目され始めたコカインを使った薬用酒の開発を思いついた。この種の薬用酒には既に類似品が多く出回っていたので、ペンバートンは、ワインにコカインとコーラのエキスを調合した『フレンチ・ワイン・コカ』を、精力増強や頭痛の緩和に効果のある薬用酒として、1885年から売り出した。
フレンチ・ワイン・コカは「ドープ（英語: dope＝麻薬）」と言う隠語で人気を博したが、やがてコカイン依存症が問題となるとともに、禁酒運動の席巻により、フレンチ・ワイン・コカが売れなくなる恐れが出てきた。そこでワインに代えて、炭酸水の風味付けのシロップとして売り出すことにして、ペンバートンのビジネスに参加した印刷業者のフランク・ロビンソンによって『コカ・コーラ』と名づけられた。このコーラは、1886年5月8日に発売されている。

### コカ・コーラ社の設立
ペンバートンのコカ・コーラはビジネスとして成功したものの、健康を害したペンバートンは早々にその権利をたった1ドルで売却してしまう。さらに権利関係の複雑さから、数年間は人から人へと権利が移り、裁判で争いになることもしばしばだった。
結局、コカ・コーラの権利は1888年にエイサ・キャンドラー（後にアトランタ市長）の手に落ち、キャンドラーはペンバートンの息子らと共にザ コカ・コーラ カンパニー（以下、コカ・コーラ社）を設立する。Coca-Colaのロゴ・Delicious and Refreshing（おいしく、さわやか）のキャッチコピーと一杯5セントの大量販売、さらに原液のトレード・シークレットによる機密保護によってキャンドラーのコカ・コーラ社は多くの収益を得た。
この時代において特記すべきなのは、瓶詰めの販売方式を採用したことであろう。1899年に弁護士のベンジャミン・フランクリン・トーマスとジョセフ・ブラウン・ホワイトヘッドは、キャンドラーに直談判してコカ・コーラの瓶詰め権利を取得。2人はそれぞれボトリング会社（親ボトラー）を創立し、その会社がさらに全米各地のボトリング工場（現地ボトラー）とフランチャイズ契約することでコカ・コーラは広く全米に普及していった。ただ、最初のうちはボトリング技術の未熟から瓶が爆発する事故も頻発し、1913年に品質管理と訴訟対応のためにボトラーをボトラー協会の下に組織化することになった。そして1916年にはコーラの瓶の標準化を行った。

### 裁判
1903年、アメリカ合衆国でのコカインの販売が禁止される。このためキャンドラーは、コカ・コーラ原液の処方からコカインを取り除くことで事態に対処するが、一方で内国歳入庁との裁判闘争や、類似品や商標侵害に対する訴訟に明け暮れていた。
しかし何よりもキャンドラーを悩ませたのは、ハービー・ワシントン・ワイリー率いるアメリカ食品医薬品局(FDA)との長きに渡る紛争なのは間違いない。FDAは、コカ・コーラに含まれているカフェインの毒性やボトリング工場の衛生の悪さを問題視し、1909年に原液を押収した上で裁判に訴えた。結局のところ（FDA側の証人の主張が余りに不適切に過ぎたため）コカ・コーラ社は裁判に勝ったものの、原液に含有しているカフェインの量を減らさざるを得なかった。

### ロバート・ウッドラフの登場
FDAとの紛争に決着がつき、第一次世界大戦下の砂糖相場の乱高下を乗り切ったが、1919年に投資家のアーネスト・ウッドラフがキャンドラーにコカ・コーラ社の企業買収をもちかける。キャンドラーは多額のキャピタルゲインを得て経営から手を引き、新たにウッドラフによってデラウェア州で設立された会社がコカ・コーラ社の商標と事業を引き継いだ（このため公式的には1919年設立になっている）。
アーネスト・ウッドラフによる買収から4年が経った1923年、アーネストの息子のロバート・ウッドラフ（Robert W. Woodruff）が父親の反対を押し切って社長の座に就く。以後ロバートは60年以上も同社に君臨し、経営の采配を振ることになる。折りしも1920年代、禁酒法によりアルコールが販売禁止になり、ノンアルコール飲料の売れ行きが伸びた。その中で、ロバートは広告に力を入れると共に瓶入りコカ・コーラの拡販にも注力、品質管理を徹底した。
また、コカ・コーラが海外へ進出したのもこの頃である。コカ・コーラ本体が原液を製造・供給して、ボトラーが瓶詰めするというスタイルはここでも採用された。特にドイツでは1930年に現地法人の責任者となったマックス・カイトによって売り上げを伸ばし、ベルリンオリンピックでもコカ・コーラを提供する栄誉に与った。しかし、第二次世界大戦が勃発し原液の輸入が制限されると、何とか原料を遣り繰りしながら、乳清とフルーツの絞り粕を原料に新たに飲料を製造。これはファンタと名付けられて、後にコカ・コーラの世界的な商品となった。

### 技術顧問
世界恐慌の打撃は軽微に済み、禁酒法の廃止も左程業績に響かなかったものの、1930年代に入るとペプシコーラが低価格路線で販売攻勢に打って出てコカ・コーラの地盤を脅かし始めた。
第二次世界大戦が始まると、ロバートは以下の様に宣言し、戦争への協力姿勢を示した。
加えてロビー活動を熱心に行い、その結果コカ・コーラは「兵士たちの士気高揚に果たす重要な役割」を持つ軍需品として認可。砂糖の配給制も免除される特典も受けた。さらに、政府の出資で世界60ヶ所にボトリング工場が建設され、そこで働くスタッフは技術顧問 (TO) として軍人同様の待遇が与えられた。
当然のことながらアメリカ軍の指揮官にも、コカ・コーラは人気の的だった。中でも連合軍の最高司令官であったドワイト・D・アイゼンハワーは、1943年6月29日にジョージ・C・マーシャル陸軍参謀総長に以下の電報を送っている。
マーシャルはこの電報を受けて、海外の駐留部隊に必要且つ便利な物品を充分な量入手させよと命令書を発している。連合国の一つ、ソビエト連邦の指揮官だったゲオルギー・ジューコフも、コカ・コーラが大のお気に入りだった。
指揮官ばかりでなく前線で戦う兵卒にも、コカ・コーラは大人気だった。イタリア戦線ではコカ・コーラ1瓶が4,000ドルの値をつけたこともありさらに、コカ・コーラの空き瓶は、電気絶縁体の代用、戦闘機のタイヤをパンクさせるための"爆弾"、非常食とするウミガメを捕るための武器、小便器として使われたりもした。瓶を詰めるケースは郵便箱や道具箱として重宝したし、コカ・コーラで歯磨きをする兵士もいれば、恋人にコカ・コーラで膣を洗うのを薦める者もいたほどである。
極めつけは、ある技術顧問がカンヌの将校クラブでカトリック教会の神父相手にコカ・コーラで法王に祝福を受けて貰えば?と冗談交じりに話したところ、バルジの戦いで神父が聖水の代わりにコカ・コーラで洗礼を施していたのを目にしたというエピソードであろう。

### アメリカ資本主義の象徴
第二次世界大戦で、アメリカ軍の軍需品として世界に広まったコカ・コーラは、冷戦の最中には資本主義・アメリカ帝国の象徴として扱われることになった。特に海外進出の際に、現地でパートナーとした企業の多くが、有力者や大地主・財閥、時にはアメリカ資本の多国籍企業だったりしたことが、そのイメージに拍車をかけることになった。
そのため、資本主義陣営＝西側への反対が、しばしばコカ・コーラへの攻撃と結びつくことも多かった。特にヨーロッパでは、マーシャル・プランに反対する左翼が、コカ・コーラ排斥の先頭に立ち、時として民族資本の飲料メーカーや酒造メーカーがこれを後押しするという現象が目立った。
東側の共産主義地域への進出でも、ペプシコ社に後れを取った。ソビエト社会主義共和国連邦への進出は1978年まで待たねばならず、輸出も困難であった。前述のジューコフは、コカ・コーラを密かに飲みたいと思っており、マーク・W・クラーク将軍を介して無色透明のコカ・コーラ（ホワイトコーク）を特別注文して送らせている。アラブ・ボイコットの影響（イスラエルに真っ先に工場を建設したことがアラブ諸国の怒りを買ったことによる）で、中東でも進出が進まなかった。逆に中華人民共和国へは、1978年にアメリカ企業として初めて進出を果たし、3年間市場を独占した。

### 1970年代以降
1970年代半ば以降、ペプシがコカ・コーラとの比較広告によって売り上げを伸ばし、各種の市場調査や味覚調査でもペプシに軍配があがるなど、コカ・コーラの先行きには不安が付きまとっていた。
1981年にコカ・コーラ社の会長兼CEOに就任したのはロベルト・ゴイズエタである。珍しい姓の通り、バスク地方出身の祖先を持つスペイン系キューバ人で、上流階級の家庭に生まれ、米国に留学中に理学博士の学位を得た。非常な辣腕で、会長に就任時のコカ社の時価総額は40億ドル。15年後の引退時に1500億ドルまで拡大させた。これはアメリカでは二番目に高い数字だった。有名経済雑誌は『全米でもっとも尊敬される経営者』に選んでいる。
ゴイズエタとCOOだったドン・キーオは、カンザス計画と呼ばれる秘密計画を実行。発売100周年の1986年を前にコカ・コーラの味を根本的に変えるという挙に出た。当時臨終の淵にあったロバート・ウッドラフを説得して綿密な市場調査と広告戦略を駆使、1985年4月24日にニュー・コークとして発売した。
しかし、ニュー・コークは消費者の不評を買い、コカ・コーラ社には抗議の手紙や電話が殺到する事態に。わずか2カ月半後の7月10日には、元のコカ・コーラをコカ・コーラ・クラシックとして再び販売せざるを得なくなっていった。
『コカ・コーラ帝国の興亡』の著者、マーク・ベンダグラストは「ニュー・コーク」の失敗を以下のようにまとめている。
1982年にコロンビア ピクチャーズを6億9200万ドルで買収。1989年にはソニーに48億ドルで売却した。
2018年8月、イギリスの大手コーヒーチェーンであるコスタコーヒーを、ウィットブレッド社から買収した。

### 「ウイグル人強制労働防止法」に反対するロビー活動
- 2020年11月、コカ・コーラ社は、中華人民共和国による新疆ウイグル自治区でのウイグル人への拷問や監視下による強制労働で作られた製品の取引を禁止するアメリカの「ウイグル人強制労働防止法案」に対し、その条項を緩和させるためのロビー活動を行っていることが判明した[9][10]。

### ギャラリー
- コカ・コーラのロゴ
- コカ・コーラ
- コカ・コーラの広告（1913年）

## フランチャイズ制度
コカ・コーラ社は、製品の商標権などの知的財産権等を保有し、新製品などの開発を行うフランチャイズオーナーとして、米国各地や世界各国の地場企業が設立した製造販売を担うボトラーにその地域や国での独占製造販売権を許諾して事業を拡大してきた。製品の製造販売を担うのはボトラーであってコカ・コーラ社やその子会社ではない（同社が直接営むボトラーが事業を行っている国、地域を除く）。2000年代になってからはボトラー統合による再編が進むなか、自らは知財の保有、製品開発、原液の製造などに集中する方針に転じている。また、ボトラー再編時には連結子会社にならない程度の出資も行い、株主間協定や資本業務提携契約等を通じ、持株比率に応じたボトラー役員の指名・任命権などを確保し、フランチャイズ契約と併せて一定の影響力をボトラーに及ぼす形態となっている。2023年時点で全世界に200社以上のボトラーがあると発表されている。

なお、同社が直接営むボトラー事業は、2006年に新設されたBottling Investment Group(BIG)に集約されており、BIGはインドや東南アジアのボトラーや南アフリカや東部アフリカ諸国でボトラー事業を行うCoca-Cola Beverages Africaをその傘下に置いている。

## 日本での展開

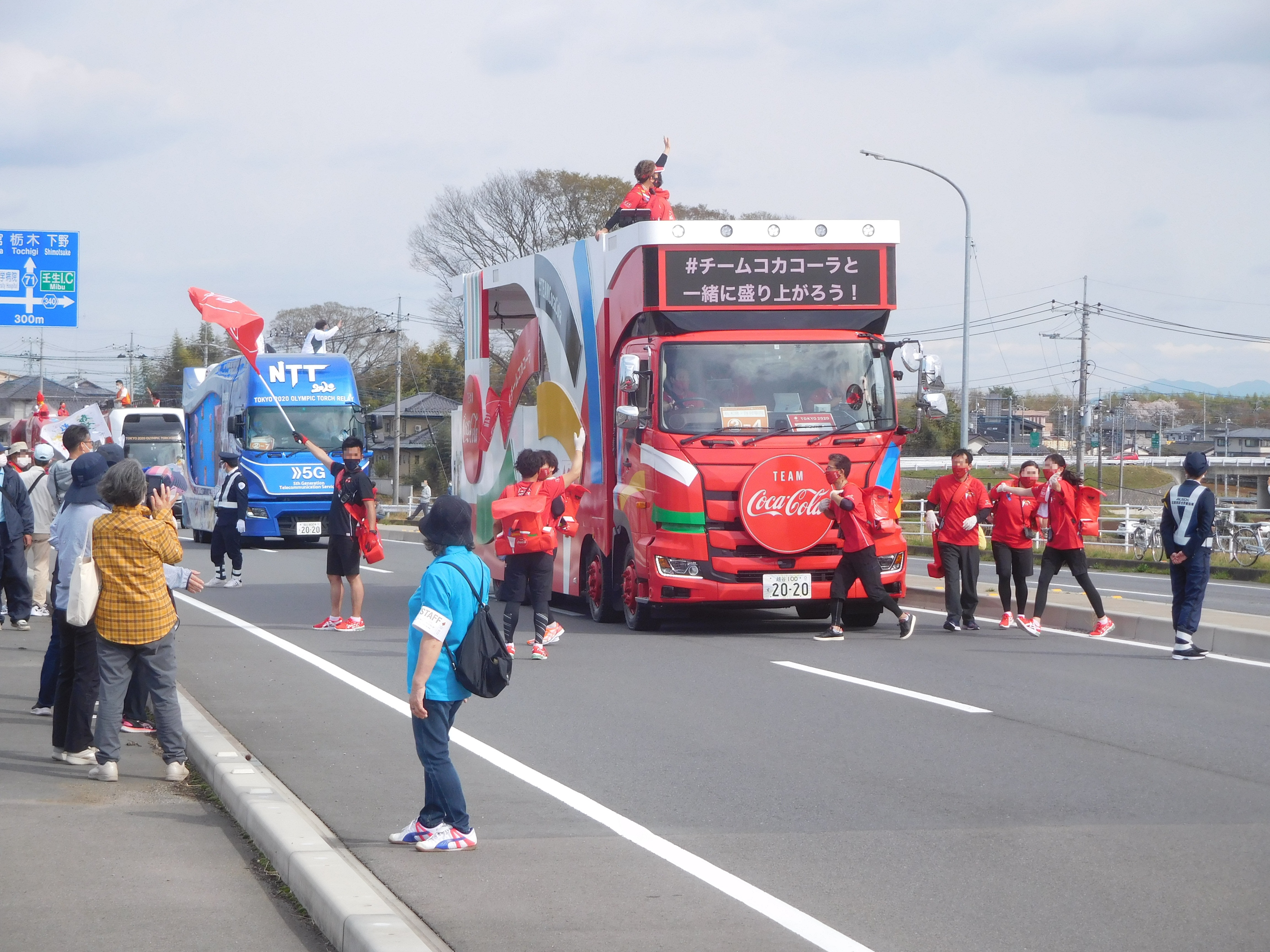
2020年東京オリンピックの聖火リレーで走る宣伝カー（日野・プロフィア）

日本コカ・コーラは、コカ・コーラ社の100%子会社であるThe Coca-Cola Export Corporationの100%子会社、つまり孫会社である。製品の企画・開発・マーケティングと、原液の製造・供給を行う。日本におけるグループ企業の一部には、（日本コカ・コーラではなく）コカ・コーラ社やThe Coca-Cola Export Corporationが出資している（詳細は日本コカ・コーラ#グループ会社を参照）。また、日本国内のボトラーへも間接出資を行っている。コカ・コーライーストジャパン（現・コカ・コーラボトラーズジャパン）の場合、当社の完全子会社でアイルランドに本社のあるヨーロピアンリフレッシュメンツが筆頭株主、日本コカ・コーラが第2位の大株主であった。
2018年3月、炭酸系アルコールを日本で販売する計画が報道された。アルコール飲料の製造は創業して初であった。但し、日本以外で販売される見込みはない。発売された缶チューハイ「檸檬堂」はヒット商品となり、2020年の販売数量は790万ケースであった。「檸檬堂」はチューハイの売れ筋である「レモン」だけに照準を絞り9％、7％、5％、3％とアルコール度数の違いでバリエーションをつけるという、それまでに例のなかった「一つのブランドで度数違いを出す」という販売戦略で成功した例として評価された。

## テレビ番組
- 日経スペシャル カンブリア宮殿 最強ブランドで世界200カ国に浸透！その強さの源泉に迫る（2013年7月4日、テレビ東京）- コカ・コーラ社 CEO ムーター・ケント出演[17]。